# Blue Moon of Kentucky
Blue Moon of Kentucky ist ein Song, der von dem Bluegrass-Musiker Bill Monroe geschrieben und seit seiner Veröffentlichung 1947 von zahlreichen Interpreten verschiedener musikalischer Genres aufgenommen wurde. Elvis Presley nahm diesen Song mit einem abgeänderten Arrangement für seine erste Single auf. Blue Moon of Kentucky wurde 1989 von der Kentucky General Assembly zum „Official Bluegrass State Song“ von Kentucky erklärt.

## Geschichte

### Entstehung und Original
Bill Monroe schrieb den Song 1946 und nahm ihn am 16. September desselben Jahres im CBS Studio beim Radiosender WBBM im Wrigley Building in Chicago auf. Seine Begleitband, die Bluegrass Boys, bestanden an diesem Tag neben Monroe (Gesang/Mandoline) aus Lester Flatt (Gitarre), Earl Scruggs (Banjo), Howard Watts (Kontrabass) und Chubby Wise (Fiddle). Das Arrangement des Songs war in einem langsamen 3/4-Takt gehalten, er oft auch als Bluegrass Waltz („Bluegrass-Walzer“) bezeichnet wird. Das Stück ist ein typisches Exemplar des High Lonesome Sounds Monroes, der sich vor allem durch langsames Tempo und hohen Gesang auszeichnet.
Obwohl der Song bereits im September 1946 aufgenommen worden war, veröffentlichte Monroes Plattenlabel Columbia Records das Stück erst im November 1947 mit Goodbye Old Pal als B-Seite (Columbia 37888). Die Zeitschrift Billboard bewertete die Single in seiner Ausgabe vom 15. November wie folgt: “The top tenoring of Bill Monroe, his pipes husky with the grass country flavoring, makes it a nostalgic nicety for his ‘Blue Moon of Kentucky’ waltz. The mandolin, fiddle and guitar of his Blue Grass Boys capture the spirit of his singing in their playing. […] For those favoring the old-time singing and playing.” Die Platte verkaufte sich Anfang 1947 gut, und der Song wurde in den folgenden Jahren zu Monroes populärstem Stück, nicht zuletzt durch seine wöchentlichen Auftritte in der Grand Ole Opry bei WSM, der bekanntesten Country-Show der USA, die landesweit gesendet wurde. Aufgrund seiner kulturellen und historischen Bedeutung für die Vereinigten Staaten wurde das Lied in der Originalfassung am 27. Januar 2003 in die National Recording Registry der Library of Congress aufgenommen.

### Elvis Presleys Version

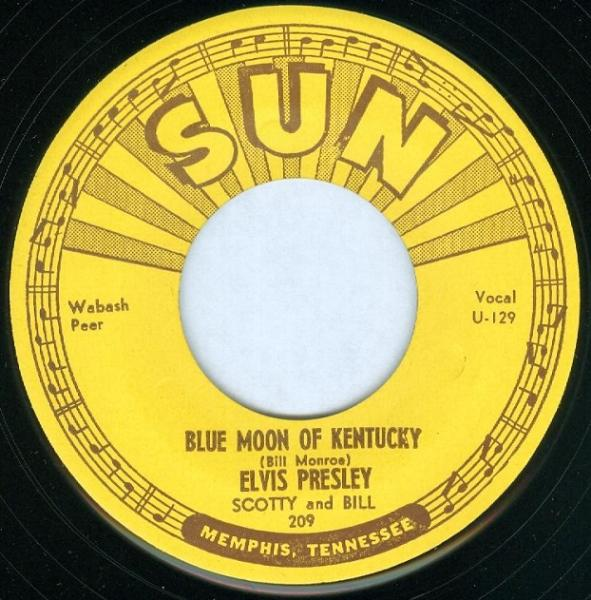
Elvis Presley – Blue Moon of Kentucky, 1954

Im Juni 1954 nahm der junge Elvis Presley zusammen mit dem Gitarristen Scotty Moore und dem Bassisten Bill Black seine erste Single für Sun Records auf. Nachdem ein Cover von Arthur Crudups That’s All Right im Sun Studio in Memphis eingespielt worden war, verlangte Produzent und Studioinhaber Sam Phillips nach einer B-Seite. Die Musiker fanden zunächst jedoch kein geeignetes Songmaterial, bis Bill Black Blue Moon of Kentucky vorschlug. “Bill is the one who came up with ‘Blue Moon of Kentucky.’ Same deal. We’re taking a little break and he starts beating on the bass and singing ‘Blue Moon of Kentucky,’ mocking Bill Monroe, singing the high falcetto voice. Elvis joins in with him, starts playing and singing with him”, erinnerte sich Gitarrist Scotty Moore später an die Session. Das Trio wandelte das Lied in einen schnellen Rockabilly-Song im 4/4-Takt mit 104 Schlägen pro Minute um. Sie änderten die Tonlage von B-Dur zu E, änderten das Intro durch andere Akkorde und neuen Text und Produzent Sam Phillips fügte ein Echo hinzu.
Als die Single im Sommer 1954 veröffentlicht wurde, begannen die lokalen DJs Sleepy-Eyed John auf WHHM und Bob Neal auf WMPS in Memphis Presleys Version von Blue Moon of Kentucky zu spielen. Schnell stieg der Song als B-Seite in die lokalen Billboard Memphis C&W Charts ein und erreichte Platz sechs als Spitzenposition. Bereits im Oktober war der Song auch in den lokalen Charts in Nashville und New Orleans vertreten – in die nationalen Charts gelangte die Single jedoch nicht. Als Presley zum ersten und einzigen Mal in der Grand Ole Opry auftrat, wählte er Blue Moon of Kentucky als Darbietung aus. Während das konservative Publikum und Management, die tendenziell eher auf traditionelle Country-Musik eingestellt waren, sich nicht begeistert zeigten, verfolgte Bill Monroe Presleys Auftritt hinter der Bühne. Nach der Show sprach er Presley an und erklärte ihm – laut Colin Escott – „that it was fine for his style of music and the way he sang.“ Monroe arrangierte danach mit seinem Manager einen Termin im Studio, um eine neue Version von Blue Moon of Kentucky einzuspielen. Monroe begann in dieser Version im langsamen 3/4-Takt und stieg während des Liedes auf einen schnellen 4/4-Takt um. Bei dieser Aufnahme am 4. September 1954 waren neben Monroe (Gesang/Mandoline) als Bluegrass Boys Edd Mayfield (Gitarre), Ernie Newton (Bass), Gordon Terry (Fiddle), Red Taylor (Fiddle) und Charlie Cline (Fiddle) anwesend.

## Coverversionen
Blue Moon of Kentucky wurde im Laufe der Jahre von vielen Künstlern gecovert, darunter John Fogerty, Patsy Cline, 
Jimmy Martin, die Stanley Brothers, Ronnie Hawkins, Jerry Reed, Ray Charles, Paul McCartney, Boxcar Willie, Scotty Moore und Mark Knopfler, LeAnn Rimes, Chet Atkins oder Kitty, Daisy & Lewis.

## Herkunft des Begriffs
Der Ausdruck „Blue Moon“ steht im Englischen für ein selten auftretendes Ereignis, nämlich ein zweiter Vollmond innerhalb eines Monats, was nur ungefähr alle 2,4 Jahre auftritt.